# Шармин, Надя
Надя Шармин — бангладешская журналистка. В 2015 году она получила Международную женскую премию за отвагу Госдепартамента США.

## Биография

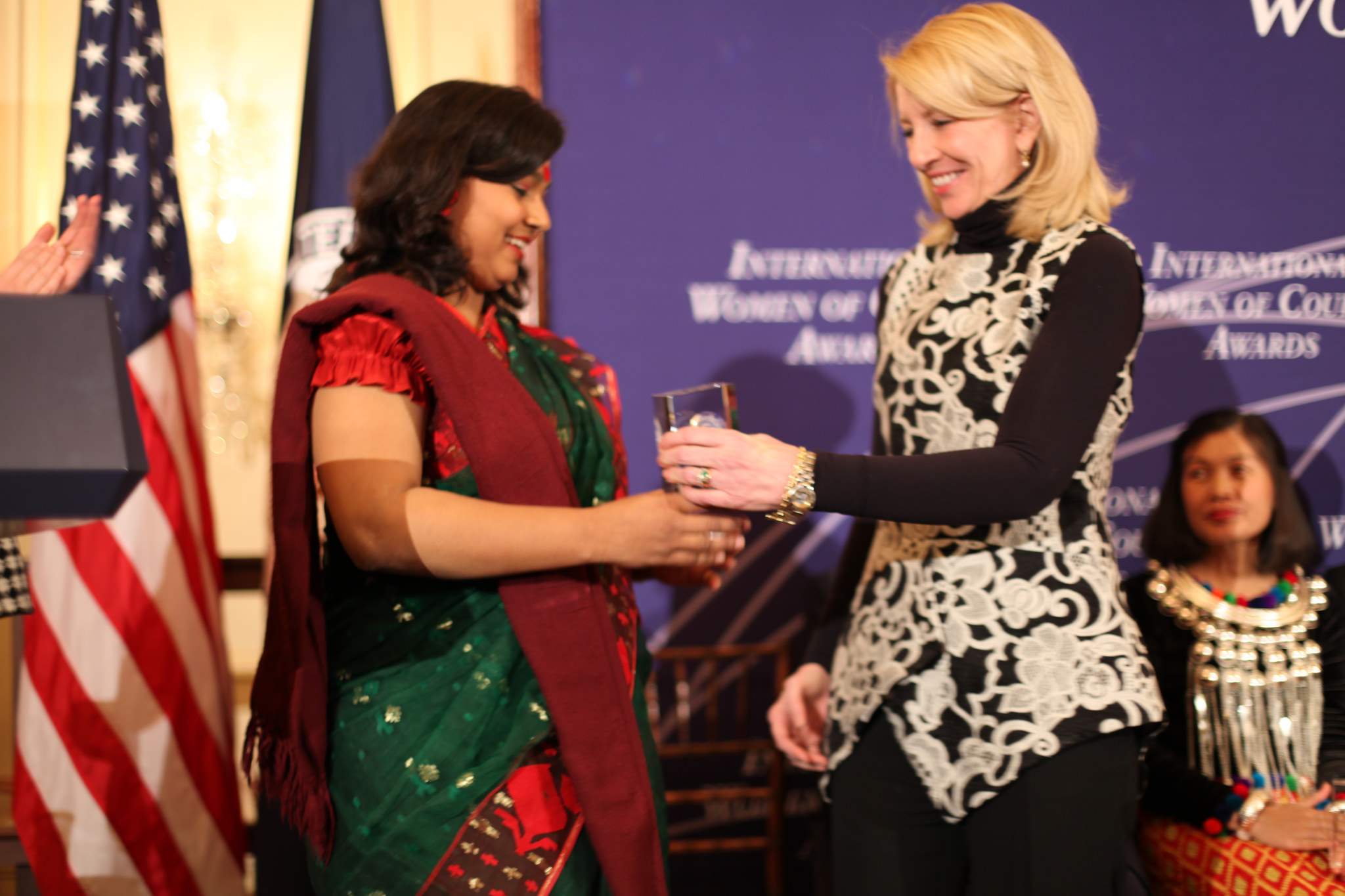
Шармин получает награду IWOC в 2015 году.

Ещё в средней школе Шармин хотела стать журналисткой. В 2009 году она стала криминальным репортёром.
В 2013 году Шармин освещала для своего работодателя Ekushey Television исламский митинг, когда на неё напали активисты Hefazat-e-Islam. На митинге звучали требования ограничения открытого объединения мужчин и женщин в одном пространстве, наказания атеистов, ношения платков женщинами и другие религиозные предписания. В списке требований «Хефазат», состоящем из 13 пунктов, содержится призыв к правительству отказаться от нынешней политики в отношении женщин, направленной на обеспечение гендерного равенства. Хотя о случаях столкновений между активистами и полицией не сообщалось, журналисты подвергались нападениям и пыткам во многих местах в Дакке и Читтагонге, равно как и уборщицы. Нападавшие на Шармин нападали на женщин без хиджаба. Надя считала, что на неё напали «только потому, что я женщина».
Напавшие на неё 50-60 человек преследовали её и забрасывали бутылками с водой и кусками кирпичей. Когда она упала, её били руками и ногами. Несколько мужчин-репортёров и операторов пытались спасти её и сами стали мишенями.
Шармин была срочно доставлена в Медицинский колледж и больницу Дакки для оказания неотложной помощи, а после стабилизации состояния её перевели в больницу Медицинского университета Бангабандху Шейха Муджиба. В течение нескольких дней было подано заявление в полицию, но до июля 2013 года, когда организация «Права человека и мир в Бангладеш» обратилась в Верховный суд с ходатайством о помощи Шармин, арестов не было. Суд призвал к аресту преступников и постановил, что правительство несёт ответственность за покрытие медицинского обслуживания Шармин, в стране или вне её.
После выздоровления Шармин вернулась к работе криминальным репортёром в другом информационном агентстве. В 2015 году она работала на Ekattor TV. Нападение на неё укрепило решимость борцов за права женщин, которые сразу после нападения организовали несколько митингов при поддержке различных пресс-клубов, Национальной ассоциации юристок Бангладеш (BNWLA) и других организаций. В 2014 году её история была использована активистами в рамках глобальной кампании «Миллиард восставших за справедливость», чтобы призвать правительство Бангладеш обеспечить механизмы защиты согласно Конвенции о ликвидации всех форм дискриминации в отношении женщин.